# Baldosa (instrumento musical)

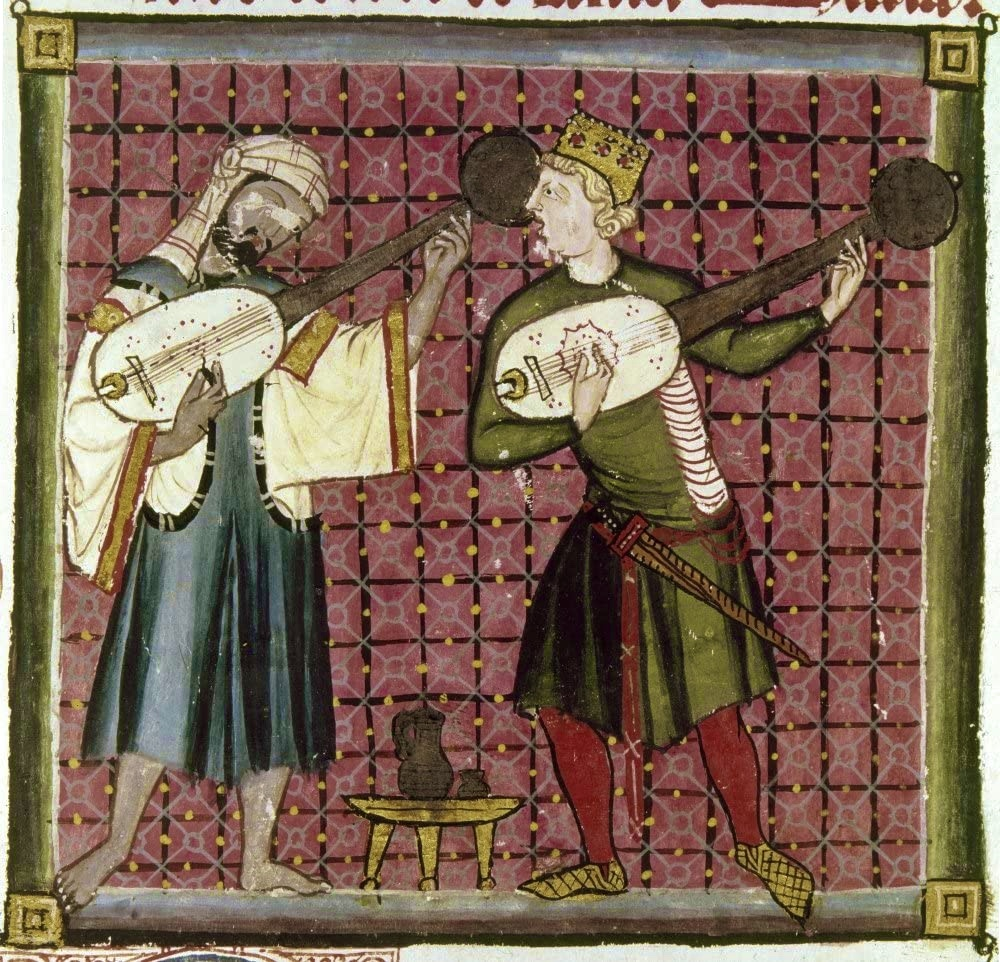
Miniatura de la Cantiga 120 de Alfonso X el Sabio, en la que se representa a un músico morisco y a otro cristiano tañendo sendas baldosas; el morisco tañe con un plectro, y el cristiano con los dedos.

La baldosa (del provenzal baudosa), según se deduce de documentos coetáneos, era un instrumento de cuerda punteada, con mástil, de sonido suave y empleado en las procesiones. Es un instrumento híbrido derivado de la cítara y el laúd, y similar al salterio. Sus cuerdas pueden ser pulsadas con los dedos o con una púa. Otro instrumento que se asemeja bastante es la cítola, más pequeña, y que también se tañe con plectro o sin él.